# Ecuador a 2020. évi téli ifjúsági olimpiai játékokon
Ecuador a Lausanneban megrendezett 2020. évi téli ifjúsági olimpiai játékok egyik részt vevő nemzete volt.

## Alpesisí

### Lány
| Versenyző     | Versenyszám            | 1. futam     | 1. futam     | 2. futam | 2. futam | Összesen     | Összesen     |
| Versenyző     | Versenyszám            | Idő          | Hely.        | Idő      | Hely.    | Idő          | Hely.        |
| ------------- | ---------------------- | ------------ | ------------ | -------- | -------- | ------------ | ------------ |
| Sarah Escobar | Műlesiklás             | Kizárták     | Kizárták     | Kiesett  | Kiesett  | Kiesett      | Kiesett      |
| Sarah Escobar | Óriás-műlesiklás       | 1:21,77      | 49.          | Kizárták | Kizárták | Kiesett      | Kiesett      |
| Sarah Escobar | Szuperóriás-műlesiklás |              |              |          |          | Visszalépett | Visszalépett |
| Sarah Escobar | Összetett              | Visszalépett | Visszalépett | Kiesett  | Kiesett  | Kiesett      | Kiesett      |